# Brin d'amour
Il Brin d'amour è un formaggio francese a pasta molle e crosta fiorita della Corsica, è chiamato anche Fleur de Maquis ed è realizzato a base di latte di pecora.
Il Brin d'amour è un formaggio a pasta molle e dopo la caseificazione le forme vengono poste in cassette di legno con erbe di macchia mediterranea con l'aggiunta di pepe e bacche di ginepro per due mesi.
Il periodo di migliore degustazione dura da maggio ad agosto, dopo 2 mesi di maturazione, ma è anche ottimo da marzo ad ottobre.